# Илайъс Самсън
Логан Шуло (роден на 22 ноември 1987) е американски професионален кечист. Подписва договор с WWE, където участва в тяхната развиваща се територия NXT под името Илайъс Самсън.

## Професионална кеч кариера

### Ранна кариера (2008 – 2013)
Самсън се би обширно в независимата верига, за някои компании на Североизток, главно в International Wrestling Cartel (IWC). Докато беше в IWC, Самсън спечели Супер Независимата Титла и Световната титла в тежка категория.

### WWE

#### NXT (от 2014 г.)
В началото на 2014, Самсън подписа развиваща се сделка с WWE под името Илайъс Самсън. Направи своя NXT дебют на записите от 24 април 2014, работейки като подобряващ се талант в отбор с Бъди Мърфи, губейки от Възкачване. Сапсън беше използван понякога на телевизията до края на 2014 и началото на 2015, най-често като подобряващ се талант срещу кечисти като Барън Корбин. През 2015, Самсън дебютира с нов герой на скитнически музикант, в мач записан преди NXT Завземане: Бруклин, пристигайки на ринга с китара, преди да бъде победен от завърналия се Бул Демпси. След това Самсън участва в турнира Дъсти Роудс Отборна класика, където беше в отбор с Тъкър Найт, но двамата бяха елиминирани от турнира от Даш Уайлдър и Скот Доусън.
В края на 2015, започнаха да се пускат видеота за официалния дебют на Самсън. На 23 декември 2015 в специалния NXT епизод от NXT Завземане: Лондон, преди да бъде излъчено на живо по WWE Network на 16 декември 2015, Самсън ре-дебютира, оставайки с героя на скитническия музикант, побеждавайки Бул Демпси с лакът-брадва. На следващите седмици на NXT, Самсън победи Джон Скайлър, Кори Холис, Стив Кътлър и Джеси Соренсън. На 23 март 2016 в епизод на NXT, Самсън загуби от Джони Гаргано. След мача Самсън атакува Гаргано, но Аполо Крус го спаси, след което Самсън избяга от залата. По-късно беше обявено, че двамата ще се бият на NXT Завземане: Далас. На 6 април в епизод на NXT, Самсън загуби от Аполо Крус в мач, който беше презаписан на NXT Завземане: Далас. След загубата си на Далас, Самсън започна серия от загуби, първо губейки от Шинске Накамура на 4 май и от Фин Бáлър на 11 май в епизоди на NXT.

## В кеча
- Финални ходове
  - Diving elbow drop[8]
- Прякори
  - „Скитникът“[2]
  - „Исуса на Хевиметъла“[2][5]
  - „The Frontman“[2]
  - „Краля на певческия стил“[9]
- Входни песни
  - „Darkside of the Road“ на Ol' Style Skratch (WWE NXT; 24 април 2015 – 16 декември 2015)
  - „Drift“ на CFO$[10] (NXT; от 23 декември 2015 г.)

### Титли и постижения
- International Wrestling Cartel
  - Супер независим шампион на IWC (1 път)
  - Световен шампион в тежка категория на IWC (1 път)
- Pro Wrestling Illustrated
  - PWI 500 го класира на No.152 от топ 500 единични кечисти през 2017